# Поливяний Віктор Віталійович
Ві́ктор Віта́лійович Поливяний (19.03.1982, Кременчук — 01.09.2024, Харківська обл.) — український військовослужбовець, полковник Збройних сил України, учасник російсько-української війни. Повний лицар ордена Богдана Хмельницького, кавалер ордена Данила Галицького. Герой України (2025, посмертно).

## Життєпис
Із вересня 2019 року до березня 2024 року командував 160-ю зенітною ракетною бригадою.
Загинув у вересні 2024 року під час виконання бойового завдання в Харківській області. Похований на Алеї Слави у селищі Авангард Одеської області.

## Нагороди
- звання Герой України з удостоєнням ордена «Золота Зірка» (21 лютого 2025, посмертно) — за особисту мужність і героїзм, виявлені у захисті державного суверенітету та територіальної цілісності України, самовіддане служіння Українському народові[4].
- орден Богдана Хмельницького I ступеня (8 листопада 2023) — за особисту мужність, виявлену у захисті державного суверенітету та територіальної цілісності України, самовіддане виконання військового обов’язку[5];
- орден Богдана Хмельницького II ступеня (2 березня 2023) — за особисту мужність і самовіддані дії, виявлені у захисті державного суверенітету та територіальної цілісності України, вірність військовій присязі[6];
- орден Богдана Хмельницького III ступеня (7 липня 2022) — за особисту мужність і самовіддані дії, виявлені у захисті державного суверенітету та територіальної цілісності України, вірність військовій присязі[7];
- орден Данила Галицького (28 квітня 2022) — за особисту мужність і самовіддані дії, виявлені у захисті державного суверенітету та територіальної цілісності України, вірність військовій присязі[8].

## Військові звання
- полковник,
- підполковник.